# Паметници на партизанското движение в България
Паметниците на партизанското движение са издигнати в населени места и природни местности в различни краища на България в чест на личности и събития от периода на комунистическото партизанско движение по време на Втората световна война.
Разположените в големите български градове общи паметници, на които са изписани множество имена на участници в партизанското движение се наричат още братски могили.
Някои от паметниците представляват малки паметни плочи, поставени на родната къща на даден деятел на движението, докато други са големи мемориални комплекси, обградени с декоративни горички и градини.
Мнозинството от паметниците на партизанското движение са издържани в стила на социалистическия реализъм.

## Белово
Паметникът е издигнат на един от хълмовете над града, до него се стига по дълга поредица от каменни стълби. Обграден е с малък парк.
Статуята, изобразява ликуващ партизанин, най-вероятно Александър Пипонков, вдигнал едната си ръка, свита в юмрук, а с другата – придържащ оръжието си.
Зад статуята има широка стена, облицована с мраморни плочи, на които са издълбани стихове от Димитър Методиев.
Паркът и паметникът са силно запуснати и подложени на вандализъм. Няколко от мраморните плочи със стихове са изпопадали, а металните букви от постамента на статуята са откраднати.

## Брацигово
В Брацигово е издигнат паметник на Методи Шаторов, деец на БКП и ВМРО (обединена). Той загива като командир на Пазарджишката въстаническа оперативна зона в голямото сражение на партизаните с правителствени части при връх Милеви скали.
Паметникът е издигнат в двора на интерната за деца и юноши в града, в близост до центъра му.
Представлява гранитен постамент с човешки ръст, в който е издялкан бюста на Шаторов. Отдолу са изписани името му и годините на неговото раждане и смъртта му.

## Еремия
Паметникът е издигнат в чест на битката край село Еремия между партизани и правителствени части на 25 юни 1944. Известен е още като „Лалето“.

## Мъглиж
В центъра на град Мъглиж, на сградата на киното, в съседство с общината, е разположена паметна плоча на родения в Мъглиж партизанин Дончо Бояджиев, загинал през 1944 година в съпротивителната борба. В средата на плочата е поставена метална отливка на портрета на партизанина, а отстрани са изписани думите "Смърт на фашизма, свобода на народа", както и текстове от Интернационала и стихотворението „Хаджи Димитър“ на Христо Ботев.

## Плевен
Паметникът на партизанското движение се нарича „Братската могила“ и е разположен в центъра на града, на площада, до сградата на Мавзолея и общината. Със заповед на кмета Найден Зеленогорски в края на 2003 година петолъчката на паметника е зазидана и на нейно място е поставена метална отливка на уголемено изображение на „Орден за храброст“. Паметникът е обявен за паметник на загиналите във войните за национално обединение граждани на Плевен. Същевременно са запазени издълбаните в мрамора имена на загинали партизани.

## София
Най-известният паметник на партизанското движение е Братската могила. Тя е разположена край центъра на града, в югоизточната част на Борисовата градина.

Стражица
Паметник на Горнооряховския партизански отряд – Стражица
Намира на около 5 километра от центъра на град Стражица, вляво от пътя за село Асеново. Лесно забележим заради внушителната и монументална форма, но трудно достъпен поради занемареност....